# Carbonoherpeton
Carbonoherpeton is een geslacht van uitgestorven Embolomeri dat leefde in het Pennsylvanien (Laat-Carboon) van Nova Scotia, Canada.
De typesoort Carbonoherpeton carrolli werd in 1985 benoemd door Jozef Klembara. De geslachtnaam verbindt het Latijn carbo, 'steenkool', een verwijzing naar de Dominion Coal Company, met een Grieks herpeton, 'kruipend dier'. De soortaanduiding eert Robert Carroll.
Het holotype MCZ 2773 is gevonden in de dagbouwmijn No 7 in Cape Breton County. Het bestaat uit een fragmentarisch skelet met schedel. Het werd gevonden in een rechtopstaande gefossiliseerde boomstronk van het geslacht Sigillaria. Het was alleen bewaard als een natuurlijke mal waarvan afgietsels in rubber konden worden genomen.
De schedel was vermoedelijk zo'n vijftien centimeter lang. De oogkas vormt een ovaal die schuin naar boven en voren gericht is. De achterpoot is relatief slank.
De verwantschappen zijn onzeker.